# Polyrhachis bellicosa
Polyrhachis bellicosa är en myrart som beskrevs av Smith 1859. Polyrhachis bellicosa ingår i släktet Polyrhachis och familjen myror. Inga underarter finns listade i Catalogue of Life.